# 일본 카레
일본 카레(日本--, 일본어: カレー 카레[*])는 인도의 커리를 일본식으로 만든 요리이다. 일본 요리에서 큰 비중을 차지한다. 요쇼쿠(일본식 양식) 요리로 여겨지지만, 유럽식 커리에 비해 고기를 적게 넣고 채소를 많이 넣어 만든다. 일본에서는 카레라이스, 카레우동, 카레빵, 수프카레 등의 음식도 생겨났다.

## 역사
혼슈 가나가와현의 요코스카항에 정박해 있던 영국 왕립 해군 기지에서 커리를 먹었으며, 일본 제국 해군에서도 각기병 예방을 위해 커리를 도입했다.
일본에서 메이지 유신 무렵, 영국의 해군제도를 본뜨는 과정에서, 인도를 지배하고 있는 영국의 해군 식단에 포함되었던 카레를 받아들여 일본 해군을 통해 일본 전역에 퍼지게 되었다.
당시 영국해군에서는 비프 스튜에 오래된 재료의 군내를 없애기 위해 카레를 사용한 스튜 요리를 만드는 경우가 많았는데 일본에서 이를 받아들여 밥위와 건더기와 함께 끼얹어 먹는 요리인 카레라이스를 만들었다.
일본 카레에 대한 원형을 니쿠자가라는 고기감자조림 음식으로 보는 설이 있다. 니쿠자가는 감자, 고기, 당근, 양파를 조린 음식인데, 여기에 카레가루를 더해 일본 카레가 탄생했다는 설이다.
1890년대 즈음에 해군에서 요일 감각을 잃기 쉬운 해상에서 토요일 저녁마다 카레라이스가 나오는 습관이 생겼으며 이 영향으로 오늘날 해상자위대에서도 금요일 저녁에 카레라이스가 나온다. 해군에서 시작된 이 카레라이스 조리법은 요코스카식으로 부르게 되었는데, 이것은 카레라이스가 처음 등장하던 곳이 요코하마 남쪽에 있는 도시인 요코스카에서부터였다고 한다.
이후에 전역한 수병들이 군항 요코스카와 고향에서 카레집을 차리면서 전국적으로 카레가 퍼지게 되어 일본에서 가장 인기있는 음식의 하나로 자리잡았다.
일본에는 '카레의 날'이라는 기념일도 있으며, 1982년 전국학교영양사협의회에서 학교급식 개시 35주년 기념으로 1월 22일에 전국 초등학교에서 급식을 카레로 내놓았다고 한다.

## 만들기
카레가루에 밀가루를 볶아낸 루와 섞어 걸쭉하게 만든 소스에 적절히 썰어놓은 고기나 감자, 당근, 양파 등을 섞어 끓여낸다. 고기는 보통 쇠고기가 보편적이며, 돼지고기나 닭고기 등이 사용되기도 한다. 해물은 거의 잘 쓰이지 않는데, 이는 카레 맛이 다 죽고, 해물이 쉽게 질겨지며 비린내가 날 우려가 있기 때문이다. 보통 해물을 사용할 때는 해물을 따로 튀기거나 볶은 후 완성된 카레 위에 얹어준다.
기호에 따라 여러 가지 다양한 재료를 넣는 레시피가 있는데 사과즙이나 벌꿀을 넣기도 하며, 소스를 넣는 경우도 있다. 이 외에 곁들이는 재료로 돈카쓰나 고롯케를 얹어놓기도 하고, 달걀 프라이를 얹는 레시피도 있다.

## 사진 갤러리

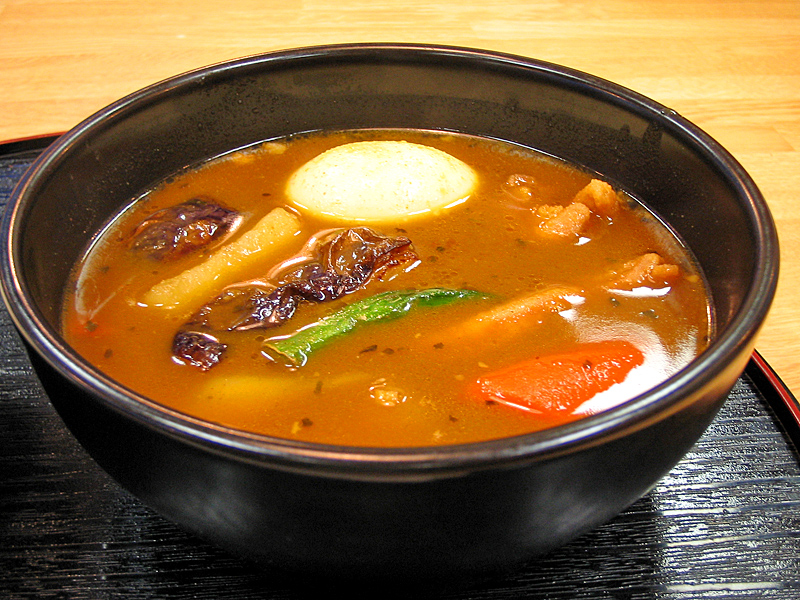
수프카레
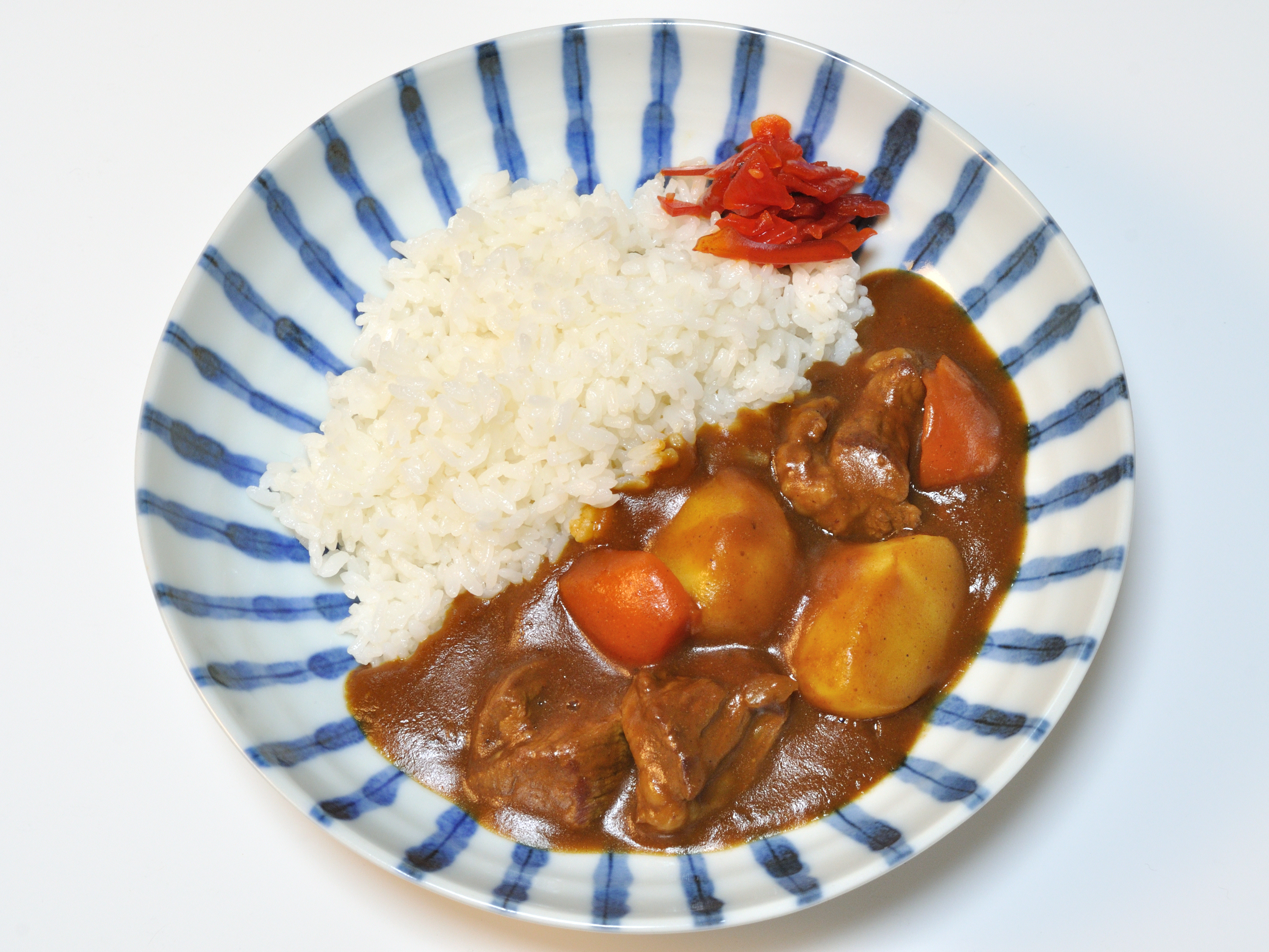
카레라이스
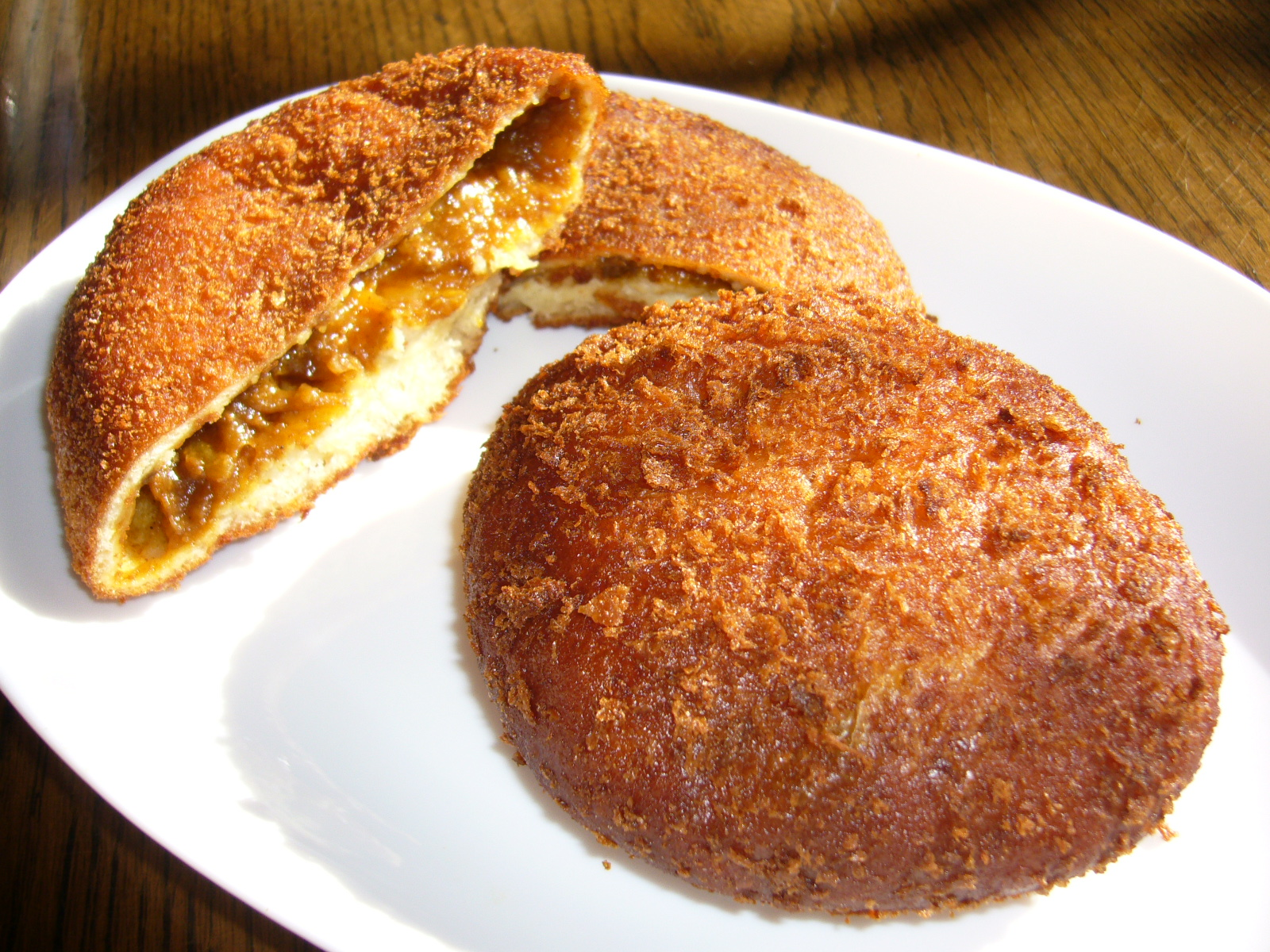
카레빵
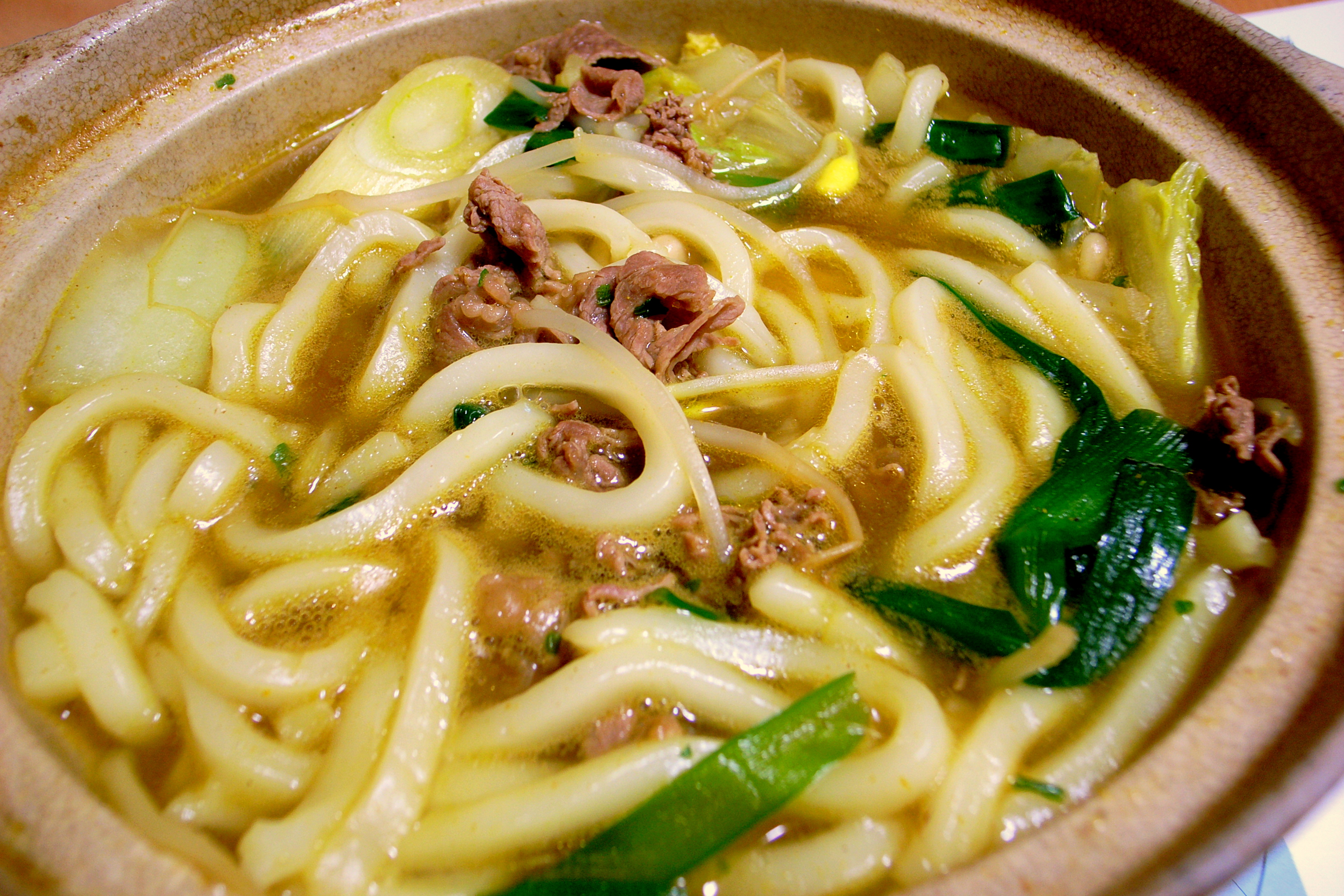
카레우동
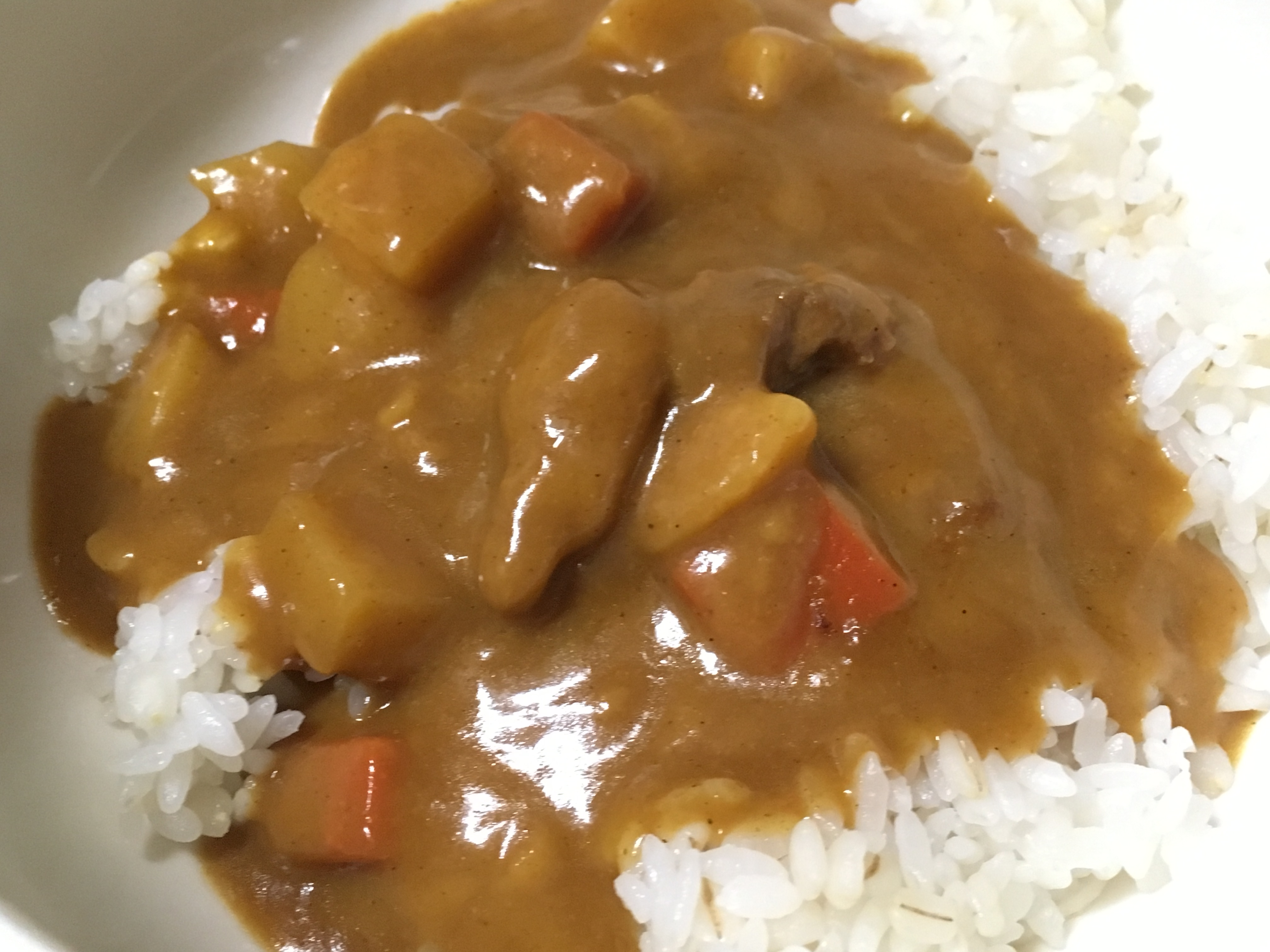
즉석카레

## 같이 보기
- 수프
- 춘장